# Ministerium für Nationale Verteidigung (Türkei)
Das Ministerium für nationale Verteidigung (türkisch Türkiye Cumhuriyeti Millî Savunma Bakanlığı) ist für den Fortbestand und die Gewährleistung der Sicherheit der Türkei zuständig. Seit dem 3. Juni 2023 ist Yaşar Güler Minister für nationale Verteidigung.

## Organisationsstruktur
Minister Güler wird bei der Leitung des Ministeriums von vier Stellvertretern unterstützt:
- Musa Heybet, stellvertretender Minister mit der Verantwortung für die Abteilungen für
  - Personal
  - Verteidigung und Sicherheit (mit der Unterabteilung für Kommunikations- und Informationssysteme)
  - Verwaltung
  - Beschaffung

Heybet ist ebenfalls für den staatlichen Rüstungskonzern ASFAT verantwortlich
- Şuay Alpay, stellvertretender Minister für die
  - Interne Revision
  - Rechtsabteilung
  - Turkish Mine Action Center (TURMAC)
  - Kartographieabteilung
  - Abteilung für Treibstoffversorgung und Agentur für den Betrieb der NATO Depots
- Alpaslan Kavaklioğlu, stellvertretender Minister mit der Verantwortung für die Abteilungen für 
  - Rekrutierung
  - Haushalt und Finanzdienstleistungen
  - Logistik
  - Militärisches Gesundheitswesen
  - Unternehmen der mechanischen und chemischen Industrie
- Bilal Durdalı, stellvertretender Minister für die Abteilungen für
  - Militärbetriebe
  - Schiffswerften
  - Technische Dienstleistungen

Direkt dem Minister unterstellt sind Ministerbüro, das Büro für Presse- und Öffentlichkeitsarbeit, die Inspektion und die Nationale Verteidigungsuniversität.
Die militärischen Strukturen im Ministerium sind ebenfalls direkt dem Minister unterstellt und bestehen aus dem Generalstab der Türkei und den Kommandos des Heeres, der Marine und der Luftstreitkräfte.